# Fèmina Natació Club
El Fèmina Natació Club va ser un club de natació femení del barri de la Barceloneta de Barcelona, fundat l'any 1912 per Clementina Ribalta. primera presidenta de l'entitat, Concha Cirici de Cortiella, Inés Sagnier, Carme Escubós i Rosa Elias. Considerat com el primer club femení de natació de l'Estat espanyol, el seu objectiu va ser promoure i desenvolupar la pràctica de la natació entre les dones. Tot i les reticències de la societat de l'època, l'entitat va rebre l'ajuda i el suport d'Emili Solé Brufau, secretari del Club Natació Barcelona. Tenia la seva seu als Banys de Sant Sebastià, propietat de la família Ribalta. L'any 1913 va organitzar el primer campionat internacional femení de natació, anomenada Copa Fèmina, amb diferents proves de velocitat i resistència. En aquesta competició, va destacar Mercè Ribalta, germana de Clementina, guanyant-la en diverses ocasions. Tanmateix, degut al poc ressò de la natació esportiva a l'època, la manca d'instal·lacions pròpies i el manteniment d'un elitisme rigorós va provocar que el club desaparegués al final de la dècada del 1910.